# Vanskabte land
Vanskabte land er en dansk spillefilm fra 2022 instrueret af Hlynur Pálmason.
Filmen blev positivt modtaget af danske kritikere, og den blev nomineret til en Bodil for bedste danske film ved uddelingen i 2023, hvor den dog blev slået af Resten af livet. Elliott Crosset Hove modtog dog en bodil for bedste mandlige hovedrolle for sin rolle i filmen og Ingvar Sigurdsson modtog bodilprisen for bedste mandlige birolle.

## Handling
Filmen udspiller sig i slutningen af det 19. århundrede, da en ung dansk præst Lucas bliver udsendt til en fjerntliggende del af Island for at bygge en kirke og fotografere den del af befolkningen, som han møder på sin vej. Men jo dybere han rejser ind i det ubarmhjertige og golde islandske landskab, ledsaget af sin guide, jo mere mister han fornemmelsen af sin egen virkelighed, sin mission og sin pligtopfyldende moral. Da han når frem til den lille bebyggelse, hvor der skaffes plads til ham hos den danske købmand og hans to døtre, sættes hans tro og ærbarhed på en alvorlig prøve.

## Medvirkende
- Elliott Crosset Hove, Lucas
- Ingvar Eggert Sigurðsson, Ragnar
- Victoria Carmen Sonne, Anna
- Jacob Hauberg Lohmann, Carl
- Ída Mekkín Hlynsdóttir, Ida
- Waage Sandø, Vincent
- Hilmar Guðjónsson, Oversætter
- Snæbjörg Guðmundsdóttir, Snæsa
- Friðrik Hrafn Reynisson, Frikki
- Gunnar Bragi Þorsteinsson, Gunnar